# Croton subpannosus
Croton subpannosus är en törelväxtart som beskrevs av Johannes Müller Argoviensis och August Heinrich Rudolf Grisebach. Croton subpannosus ingår i släktet Croton och familjen törelväxter. Inga underarter finns listade i Catalogue of Life.